# Église Saint-Sauveur de Sahurs
L'église Saint-Sauveur est une église catholique située dans la commune de Sahurs, en France.

## Localisation
L'église est située à Sahurs, commune du département français de la Seine-Maritime, mais très excentrée (au hameau de Trémauville), elle est située face à l'église Saint-Jacques-le-Majeur de Moulineaux de l'autre côté de la Seine.

## Historique
La commune actuelle a possédé une église dédiée à saint Maur détruite pendant la Révolution française.
L'édifice était supposé être l'édifice religieux lié au château de Brévedent,.
L'édifice conserve une nef romane du Xe siècle avec un chevet du XIIe siècle et une nef gothique de deux travées du début du XVIe siècle. Des arcades dans les murs semblent indiquer la présence antérieure de bas-côtés. Une datation par le carbone 14 a révélé que la partie la plus ancienne a été érigée vers 900-950.
L'édifice est restauré au cours du XIXe siècle et doté alors d'une sacristie.
L'édifice est classé au titre des monuments historiques le 2 avril 1928.

## Description
L'église est en pierre calcaire.
L'édifice possède une flèche octogonale.
L'église conserve une cloche de 1738 dite « Marie-Louise », un retable du XVe siècle pourvu d'une Mise au tombeau et une copie d'une Annonciation de Guido Reni.